# Cirolana poissoni
Cirolana (Anopsilana) poissoni là một loài chân đều trong họ Cirolanidae. Loài này được Paulian & Delamare Deboutteville miêu tả khoa học năm 1956.